# Maleducata
«Maleducata» es un single del cantautor italiano Achille Lauro, publicado el 17 de septiembre de 2020 como un extracto de  1969 - Achille Idol Rebirth. La canción es parte de la banda sonora de la tercera temporada de la serie de televisión Netflix Baby.
Ha sido certificado como disco de oro en Italia.

## Videoclip
El  videoclip se publicó el 22 de septiembre de 2020. Dirigido y editado por Giulio Rosati, presenta una idea de Achille Lauro fuera de los estereotipos de género: el cantante está maquillado, lleva liguero, corsé, tacones y baila lap dance. Algunos pasos del vídeo recuerdan a The Rocky Horror Picture Show, largometraje de 1975 dirigido por Jim Sharman.

## Créditos
- Achille Lauro – voz, letra
- Gow Tribe – producción, batería, composición
- Frenetik  – producción, guitarra, sintetizzatore, composición
- Orang3 – producción, guitarra, batería, sintetizzatore, composición
- Gregorio Calculli – producción, guitarra, composición
- Riccardo "Kosmos" Castillos – guitarra
- Marco Lancs – batería

## Posición en las listas
Lista semanal 2020
| Lista (2020)                      | Posición |
| --------------------------------- | -------- |
| Italia iTunes Pop                 | 1        |
| Italie FIMI                       | 46       |
| Emiratos Árabes Unidos iTunes Pop | 9        |
| Luxemburgo iTunes Pop             | 12       |
| Swiza iTunes Pop                  | 47       |